# Giuseppe Patroni Griffi
Giuseppe Patroni Griffi, né le 27 février 1921 à Naples et mort le 27 décembre 2005 à Rome, est un romancier, dramaturge, scénariste, réalisateur et metteur en scène de théâtre et d'opéra, de famille aristocratique napolitaine.

## Biographie
Après avoir vu sa pièce Anima nera portée à l'écran par Roberto Rossellini, il triomphe en adaptant lui-même sa pièce Disons, un soir à dîner avec Jean-Louis Trintignant et Annie Girardot.
Il dirigea Charlotte Rampling, Elizabeth Taylor, Marcello Mastroianni, Laura Antonelli, Florinda Bolkan, Terence Stamp, Fabio Testi dans des mélodrames sexuels aussi raffinés que morbides.

## Filmographie

### Cinéma
- 1963 : Il mare
- 1969 : Disons, un soir à dîner (Metti, una sera a cena), avec Florinda Bolkan
- 1971 : Dommage qu'elle soit une putain (Addio fratello crudele), avec Charlotte Rampling, Oliver Tobias, Fabio Testi
- 1974 : Identikit avec Elizabeth Taylor, Andy Warhol
- 1975 : Divine Créature (Divina creatura), avec Marcello Mastroianni, Laura Antonelli, Terence Stamp
- 1985 : L'Enchaîné (La gabbia), avec Laura Antonelli, Tony Musante, Florinda Bolkan

### Télévision
- 1988 : Très belle et trop naïve (it) (La romana), d'après le roman d'Alberto Moravia, avec Francesca Dellera, Gina Lollobrigida

## Littérature
- Gli occhi giovani
- Ragazzo di Trastevere
- Anima nera